# سیارک ۱۸۱۶۷
سیارک ۱۸۱۶۷ (به انگلیسی: 18167 Buttani، نامگذاری:2000PS27)۱۸۱۶۷مین سیارک کشف شده‌است که در ۰۶ اوت ۲۰۰۰ کشف شد.